# イギリス領ヴァージン諸島議会
イギリス領ヴァージン諸島議会（イギリスりょうヴァージンしょとうぎかい、英語: House of Assembly of the Virgin Islands）は、イギリス領ヴァージン諸島の立法府である。

## 概要
一院制、定数15、任期4年。